# Brytyjskie odznaczenia
Brytyjskie odznaczenia – kilkaset orderów, odznaczeń, medali i odznak przyznawanych w Wielkiej Brytanii oraz krajach Brytyjskiej Wspólnoty Narodów.
Kolejność ich starszeństwa jest ustalana w brytyjskiej Centralnej Kancelarii Orderów Rycerskich, co publikowane jest w The London Gazette, m.in. przed 1974, w 2003 i w 2019, a na jej podstawie także w regulaminie wojskowym z 2017:
| Baretka | Nazwa |
| Krzyż Wiktorii i Krzyż Jerzego                                                                                          | Krzyż Wiktorii i Krzyż Jerzego                                                                                 |
| --- | --- |
| Krzyż Wiktorii nadany dwukrotnie (Wielka Brytania)                                                                      | Krzyż Wiktorii – dwukrotnie                                                                                    |
| Krzyż Wiktorii (Wielka Brytania)                                                                                        | Krzyż Wiktorii (VC)                                                                                            |
| Krzyż Jerzego nadany dwukrotnie (Wielka Brytania)                                                                       | Krzyż Jerzego – dwukrotnie                                                                                     |
| Krzyż Jerzego (Wielka Brytania)                                                                                         | Krzyż Jerzego (GC)                                                                                             |
| Brytyjskie ordery rycerskie etc.                                                                                        | |
| Order Podwiązki (Wielka Brytania)                                                                                       | • Order Podwiązki (KG)                                                                                         |
| Order Ostu (Wielka Brytania)                                                                                            | • Order Ostu (KT)                                                                                              |
| Order Świętego Patryka (Wielka Brytania)                                                                                | † Order Św. Patryka (KP)                                                                                       |
| Krzyż Wielki Orderu Łaźni (Wielka Brytania)                                                                             | Order Łaźni I klasy (GCB)                                                                                      |
| Order Zasługi (Wielka Brytania)                                                                                         | Order Zasługi (OM)                                                                                             |
| Krzyż Komandorski z Gwiazdą Orderu Łaźni (Wielka Brytania)                                                              | Order Łaźni II i III klasy (KCB/DCB, CB)                                                                       |
| Order Gwiazdy Indii | † Order Gwiazdy Indii I, II i III klasy (GCSI, KCSI, CSI)                                                      |
| Krzyż Wielki Orderu Św. Michała i Św. Jerzego (Wielka Brytania)                                                         | Order św. Michała i św. Jerzego I, II i III klasy (GCMG, KCMG/DCMG, CMG)                                       |
| Order Imperium Indyjskiego                                                                                              | † Order Imperium Indyjskiego I, II i III klasy (GCIE, KCIE, CIE)                                               |
| Order Korony Indii | † Order Korony Indii (CI)                                                                                      |
| Kawaler Krzyża Wielkiego Orderu Królewskiego Wiktoriańskiego (GCVO)                                                     | Order Królewski Wiktoriański I, II i III klasy (GCVO, KCVO/DCVO, CVO)                                          |
| Order Imperium Brytyjskiego do 1935 (wojskowy)                                                                          | Order Imperium Brytyjskiego – wojskowy do 1935 I klasy (GBE)                                                   |
| Order Imperium Brytyjskiego do 1935 (cywilny)                                                                           | Order Imperium Brytyjskiego – cywilny do 1935 I klasy (GBE)                                                    |
| Krzyż Wielki Orderu Imperium Brytyjskiego od 1936 (wojskowy)                                                            | Order Imperium Brytyjskiego – wojskowy I klasy (GBE)                                                           |
| Krzyż Wielki Orderu Imperium Brytyjskiego od 1936 (cywilny)                                                             | Order Imperium Brytyjskiego – cywilny I klasy (GBE)                                                            |
| Order Towarzyszy Honoru (Wielka Brytania)                                                                               | Order Towarzyszy Honoru (CH)                                                                                   |
| Order Wiktorii i Alberta (Wielka Brytania)                                                                              | †† Order Wiktorii i Alberta (VA – skr. nieoficj.)                                                              |
| Order Imperium Brytyjskiego do 1935 (wojskowy)                                                                          | Order Imperium Brytyjskiego – wojskowy do 1935 II i III klasy (KBE/DBE, CBE)                                   |
| Order Imperium Brytyjskiego do 1935 (cywilny)                                                                           | Order Imperium Brytyjskiego – cywilny do 1935 II i III klasy (KBE/DBE, CBE)                                    |
| Kawaler Komandor Orderu Imperium Brytyjskiego od 1936 (wojskowy)                                                        | Order Imperium Brytyjskiego – wojskowy II i III klasy (KBE/DBE, CBE)                                           |
| Kawaler Komandor Orderu Imperium Brytyjskiego od 1936 (cywilny)                                                         | Order Imperium Brytyjskiego – cywilny II i III klasy (KBE/DBE, CBE)                                            |
| Order Wybitnej Służby nadany czterokrotnie (Wielka Brytania)                                                            | Order Wybitnej Służby – czterokrotnie                                                                          |
| Order Wybitnej Służby nadany trzykrotnie (Wielka Brytania)                                                              | Order Wybitnej Służby – trzykrotnie                                                                            |
| Order Wybitnej Służby nadany dwukrotnie (Wielka Brytania)                                                               | Order Wybitnej Służby – dwukrotnie                                                                             |
| Order Wybitnej Służby (Wielka Brytania)                                                                                 | Order Wybitnej Służby (DSO)                                                                                    |
| Porucznik Orderu Królewskiego Wiktoriańskiego (LVO)                                                                     | Oficer Orderu Królewskiego Wiktoriańskiego (LVO)                                                               |
| Order Imperium Brytyjskiego do 1935 (wojskowy)                                                                          | Oficer Orderu Imperium Brytyjskiego – wojskowy do 1935 (OBE)                                                   |
| Order Imperium Brytyjskiego do 1935 (cywilny)                                                                           | Oficer Orderu Imperium Brytyjskiego – cywilny do 1935 (OBE)                                                    |
| Oficer Orderu Imperium Brytyjskiego od 1936 (wojskowy)                                                                  | Oficer Orderu Imperium Brytyjskiego – wojskowy (OBE)                                                           |
| Oficer Orderu Imperium Brytyjskiego od 1936 (cywilny)                                                                   | Oficer Orderu Imperium Brytyjskiego – cywilny (OBE)                                                            |
| | † Order Służby Imperium (ISO)                                                                                  |
| Kawaler Orderu Królewskiego Wiktoriańskiego (MVO)                                                                       | Kawaler Orderu Królewskiego Wiktoriańskiego (MVO)                                                              |
| Order Imperium Brytyjskiego do 1935 (wojskowy)                                                                          | Kawaler Orderu Imperium Brytyjskiego – wojskowy do 1935 (MBE)                                                  |
| Order Imperium Brytyjskiego do 1935 (cywilny)                                                                           | Kawaler Orderu Imperium Brytyjskiego – cywilny do 1935 (MBE)                                                   |
| Kawaler Orderu Imperium Brytyjskiego od 1936 (wojskowy)                                                                 | Kawaler Orderu Imperium Brytyjskiego – wojskowy (MBE)                                                          |
| Kawaler Orderu Imperium Brytyjskiego od 1936 (cywilny)                                                                  | Kawaler Orderu Imperium Brytyjskiego – cywilny (MBE)                                                           |
| | • Odznaka Baroneta (Bart/Bt.)                                                                                  |
| | • Odznaka Rycerza Kawalera (Kt.)                                                                               |
| | † Order Zasługi Indyjskiej – wojskowy (IOM)                                                                    |
| | †† Order Birmy                                                                                                 |
| Odznaczenia, medale za waleczność/dzielność i wybitną służbę                                                            | |
| Krzyż Dzielności Znamienitej (Wielka Brytania)                                                                          | Krzyż Dzielności Znamienitej (CGC)                                                                             |
| | Krzyż Królewskiego Czerwonego Krzyża I klasy (RRC)                                                             |
| Krzyż Wybitnej Służby nadany trzykrotnie (Wielka Brytania)                                                              | Krzyż Wybitnej Służby – trzykrotnie                                                                            |
| Krzyż Wybitnej Służby nadany dwukrotnie (Wielka Brytania)                                                               | Krzyż Wybitnej Służby – dwukrotnie                                                                             |
| Krzyż Wybitnej Służby (Wielka Brytania)                                                                                 | Krzyż Wybitnej Służby (DSC)                                                                                    |
| Krzyż Wojskowy nadany czterokrotnie (Wielka Brytania)                                                                   | Krzyż Wojskowy – czterokrotnie                                                                                 |
| Krzyż Wojskowy nadany trzykrotnie (Wielka Brytania)                                                                     | Krzyż Wojskowy – trzykrotnie                                                                                   |
| Krzyż Wojskowy nadany dwukrotnie (Wielka Brytania)                                                                      | Krzyż Wojskowy – dwukrotnie                                                                                    |
| Krzyż Wojskowy (Wielka Brytania)                                                                                        | Krzyż Wojskowy (MC)                                                                                            |
| Krzyż Wybitnej Służby Lotniczej nadany trzykrotnie w 1918 (Wielka Brytania)                                             | †† Krzyż Wybitnej Służby Lotniczej – wz. 1918 – trzykrotnie                                                    |
| Krzyż Wybitnej Służby Lotniczej nadany dwukrotnie w 1918 (Wielka Brytania)                                              | †† Krzyż Wybitnej Służby Lotniczej – wz. 1918 – dwukrotnie                                                     |
| Krzyż Wybitnej Służby Lotniczej w 1918 (Wielka Brytania)                                                                | †† Krzyż Wybitnej Służby Lotniczej – wz. 1918 (DFC)                                                            |
| Krzyż Wybitnej Służby Lotniczej nadany trzykrotnie (Wielka Brytania)                                                    | Krzyż Wybitnej Służby Lotniczej – wz. 1919 – trzykrotnie                                                       |
| Krzyż Wybitnej Służby Lotniczej nadany dwukrotnie (Wielka Brytania)                                                     | Krzyż Wybitnej Służby Lotniczej – wz. 1919 – dwukrotnie                                                        |
| Krzyż Wybitnej Służby Lotniczej (Wielka Brytania)                                                                       | Krzyż Wybitnej Służby Lotniczej – wz. 1919 (DFC)                                                               |
| Krzyż Sił Powietrznych nadany dwukrotnie w 1918 (Wielka Brytania)                                                       | †† Krzyż Sił Powietrznych – wz. 1918 – dwukrotnie                                                              |
| Krzyż Sił Powietrznych w 1918 (Wielka Brytania)                                                                         | †† Krzyż Sił Powietrznych – wz. 1918 (AFC)                                                                     |
| Krzyż Sił Powietrznych nadany dwukrotnie (Wielka Brytania)                                                              | Krzyż Sił Powietrznych – wz. 1919 – dwukrotnie                                                                 |
| Krzyż Sił Powietrznych (Wielka Brytania)                                                                                | Krzyż Sił Powietrznych – wz. 1919 (AFC)                                                                        |
| | Krzyż Królewskiego Czerwonego Krzyża II klasy (ARRC)                                                           |
| | †† Order Indii Brytyjskich I klasy (1939–1947) (OBI)                                                           |
| | †† Order Indii Brytyjskich II klasy (1939–1947) (OBI)                                                          |
| | †† Order Indii Brytyjskich (1838–1939) (OBI)                                                                   |
| | †† Order Indii Brytyjskich (1837–1838) (OBI)                                                                   |
| | †† Medal Cesarza Indii                                                                                         |
| Order Świętego Jana Jerozolimskiego (Wielka Brytania)                                                                   | Order św. Jana                                                                                                 |
| | †† Medal Alberta I klasy – lądowy (AM)                                                                         |
| | †† Medal Alberta I klasy – morski (AM)                                                                         |
| | †† Medal Alberta II klasy – lądowy (AM)                                                                        |
| | †† Medal Alberta II klasy – morski (AM)                                                                        |
| | †† Medal za Odwagę Związku Południowej Afryki – złoty                                                          |
| Medal Wybitnego Zachowania nadany dwukrotnie (Wielka Brytania)                                                          | † Medal Wybitnego Zachowania – dwukrotnie                                                                      |
| Medal Wybitnego Zachowania (Wielka Brytania)                                                                            | † Medal Wybitnego Zachowania (DCM)                                                                             |
| Medal Dzielności Znamienitej dla marynarki do 1921 po raz drugi (Wielka Brytania)                                       | †† Medal Dzielności Znamienitej – dla marynarki z rozetką do 1921                                              |
| Medal Dzielności Znamienitej dla marynarki do 1921 (Wielka Brytania)                                                    | †† Medal Dzielności Znamienitej – dla marynarki do 1921                                                        |
| Medal Dzielności Znamienitej dla marynarki (Wielka Brytania)                                                            | † Medal Dzielności Znamienitej – dla marynarki (CGM)                                                           |
| Medal Dzielności Znamienitej dla lotnictwa (Wielka Brytania)                                                            | † Medal Dzielności Znamienitej – dla lotnictwa (CGM (F))                                                       |
| Medal Jerzego dwukrotnie (Wielka Brytania)                                                                              | Medal Jerzego – dwukrotnie                                                                                     |
| Medal Jerzego (Wielka Brytania)                                                                                         | Medal Jerzego (GM)                                                                                             |
| | † Medal Wybitnego Zachowania Królewskich Sił Polowych Zachodnio-Afrykańskich (DCM)                             |
| | †† Medal Króla dla Policji za Dzielność (KPM)                                                                  |
| | †† Medal Króla dla Policji i Straży Pożarnej za Dzielność (KPFSM)                                              |
| | † Medal Królowej dla Policji za Dzielność [nadawany tylko pośmiertnie] (QPM)                                   |
| | † Medal Królowej dla Straży Pożarnej za Dzielność [nadawany tylko pośmiertnie] (QFSM)                          |
| | †† Medal Edwarda (EM)                                                                                          |
| | † Medal Wybitnego Zachowania Królewskich Strzelców Afrykańskich                                                |
| | † Medal Wybitnej Służby Indyjskiej (IDSM)                                                                      |
| | †† Medal Dzielności Birmy (BGM)                                                                                |
| | † Medal za Odwagę Związku Południowej Afryki – srebrny                                                         |
| Medal Wybitnej Służby dwukrotnie (Wielka Brytania)                                                                      | † Medal Wybitnej Służby – dwukrotnie                                                                           |
| Medal Wybitnej Służby (Wielka Brytania)                                                                                 | † Medal Wybitnej Służby (DSM)                                                                                  |
| Medal Wojskowy nadany dwukrotnie (Wielka Brytania)                                                                      | † Medal Wojskowy – dwukrotnie                                                                                  |
| Medal Wojskowy (Wielka Brytania)                                                                                        | † Medal Wojskowy (MM)                                                                                          |
| Medal Wybitnej Służby Lotniczej dwukrotnie w 1918 (Wielka Brytania)                                                     | †† Medal Wybitnej Służby Lotniczej – wz. 1918 – dwukrotnie                                                     |
| Medal Wybitnej Służby Lotniczej w 1918 (Wielka Brytania)                                                                | †† Medal Wybitnej Służby Lotniczej – wz. 1918 (DFM)                                                            |
| Medal Wybitnej Służby Lotniczej dwukrotnie od 1919 (Wielka Brytania)                                                    | † Medal Wybitnej Służby Lotniczej – wz. 1919 – dwukrotnie                                                      |
| Medal Wybitnej Służby Lotniczej od 1919 (Wielka Brytania)                                                               | † Medal Wybitnej Służby Lotniczej – wz. 1919 (DFM)                                                             |
| Medal Sił Powietrznych dwukrotnie w 1918 (Wielka Brytania)                                                              | †† Medal Sił Powietrznych – wz. 1918 – dwukrotnie                                                              |
| Medal Sił Powietrznych w 1918 (Wielka Brytania)                                                                         | †† Medal Sił Powietrznych – wz. 1918 (AFM)                                                                     |
| Medal Sił Powietrznych dwukrotnie od 1919 (Wielka Brytania)                                                             | † Medal Sił Powietrznych – wz. 1919 – dwukrotnie                                                               |
| Medal Sił Powietrznych od 1919 (Wielka Brytania)                                                                        | † Medal Sił Powietrznych – wz. 1919 (AFM)                                                                      |
| | † Medal Policji (Irlandia)                                                                                     |
| | † Medal za Ratowanie Życia w Morzu/Medal Dzielności Morskiej, daw. Medal Izby Handlowej (SGM)                  |
| | †† Order Zasługi Indyjskiej – cywilny (IOM)                                                                    |
| | †† Medal Imperium za Dzielność – wojskowy (EGM)                                                                |
| | †† Medal Imperium za Dzielność – cywilny (EGM)                                                                 |
| | † Medal za Dzielność Policji w Indiach                                                                         |
| | † Medal za Dzielność Policji Cejlonu                                                                           |
| | † Medal za Dzielność Policji Sierra Leone                                                                      |
| | † Medal za Dzielność Straży Pożarnej Sierra Leone                                                              |
| | † Medal za Dzielność Policji Kolonialnej                                                                       |
| | Medal za Dzielność Policji Terytoriów Zamorskich                                                               |
| Medal Królowej za Odwagę dwukrotnie (Wielka Brytania)                                                                   | Medal Królowej za Dzielność – dwukrotnie                                                                       |
| Medal Królowej za Odwagę (Wielka Brytania)                                                                              | Medal Królowej za Dzielność (QGM)                                                                              |
| | Medal Królewski Wiktoriański (RVM)                                                                             |
| | †† Medal Służby w Ugandzie (przy nadaniach za dzielność)                                                       |
| | Medal Imperium Brytyjskiego – wojskowy (BEM)                                                                   |
| | Medal Imperium Brytyjskiego – cywilny (BEM)                                                                    |
| | †† Medal Kanady (CM) lub (M.duC.)                                                                              |
| w przygot. | †† Medal za Ratowanie Ginących Orderu św. Jana                                                                 |
| | †† Medal Króla dla Policji za Wybitną Służbę (KPM)                                                             |
| | †† Medal Króla dla Policji i Straży Pożarnej za Wybitną Służbę (KPFSM)                                         |
| | † Medal Królowej dla Policji za Wybitną Służbę (QPM)                                                           |
| | † Medal Królowej dla Straży Pożarnej za Wybitną Służbę (QFSM)                                                  |
| | Medal Królowej dla Ratowniczej Służby Medycznej (QAM)                                                          |
| | Medal Królowej dla Ochotniczej Rezerwy (QVRM)                                                                  |
| | † Medal Królowej dla Wodzów I klasy                                                                            |
| | † Medal Królowej dla Wodzów II klasy                                                                           |
| Gwiazdy i medale kampanii, służby operacyjnej, ogólnej, ONZ i innych uznanych org. międzynar. (noszone wg daty nadania) | |
| | †† Medal Seringapatamu (1799)                                                                                  |
| | †† Medal Maidy (1806)                                                                                          |
| | †† Medal Półwyspu (1810)                                                                                       |
| | †† Medal Waterloo (1816)                                                                                       |
| | †† Medal Cejlonu (1818)                                                                                        |
| | †† Medal Birmy (1826)                                                                                          |
| | †† Medal Chin (1842)                                                                                           |
| | †† Medal Guznee (1842)                                                                                         |
| | †† Medal Kabulu (1842)                                                                                         |
| | †† Medal Kandaharu (1842)                                                                                      |
| | †† Medal Guznee i Kabulu (1842)                                                                                |
| | †† Medal Kandaharu, Guznee i Kabulu (1842)                                                                     |
| | †† Medal Kelat-i-Gilzia (1842)                                                                                 |
| | †† Medal Dżelalabadu (1842)                                                                                    |
| | †† Medal Meeane’u (1843)                                                                                       |
| | †† Medal Hajderabadu (1843)                                                                                    |
| | †† Medal Meeane’u i Hajderabadu (1843)                                                                         |
| | †† Gwiazda Maharajpuru (1843)                                                                                  |
| | †† Medal Kampanii nad Satledżem (1846)                                                                         |
| | †† Medal Służby Ogólnej Wojskowej (1847)                                                                       |
| | †† Medal Służby Ogólnej Morskiej (1847)                                                                        |
| | †† Medal Pendżabu (1849)                                                                                       |
| | †† Medal Armii Indii (1851)                                                                                    |
| | †† Medal Afryki Południowej (1854)                                                                             |
| | †† Medal Służby Ogólnej w Indiach (1854)                                                                       |
| | †† Medal Krymski (1854)                                                                                        |
| | †† Medal Bałtyku (1856)                                                                                        |
| | †† Medal Rozruchów w Indiach (1858)                                                                            |
| | †† Medal Chin (1861)                                                                                           |
| | †† Medal Abisynii (1869)                                                                                       |
| | †† Medal Nowej Zelandii (1869)                                                                                 |
| | †† Medal Aszanti (1874)                                                                                        |
| | †† Medal Afryki Południowej (1880)                                                                             |
| | †† Medal Afganistanu (1881)                                                                                    |
| | †† Gwiazda Kandaharu (1882)                                                                                    |
| | †† Medal Egiptu (1884)                                                                                         |
| | †† Medal Kanady Północno-Zachodniej (1885)                                                                     |
| | †† Medal Kompanii Brytyjskiej Południowo-Afrykańskiej (1891)                                                   |
| | †† Medal Afryki Wschodniej i Zachodniej (1892)                                                                 |
| | †† Medal Afryki Środkowej (1895)                                                                               |
| | †† Medal Indii (1895)                                                                                          |
| | †† Gwiazda Aszanti (1896)                                                                                      |
| | †† Medal Służby Ogólnej w Kanadzie (1899)                                                                      |
| | †† Medal Sudanu (1899)                                                                                         |
| | †† Medal Afryki Wschodniej i Centralnej (1899)                                                                 |
| | †† Medal Kompanii Królewskiej w Nigerii (1899)                                                                 |
| | †† Medal Kompanii Brytyjskiej Borneo Północnego (1900)                                                         |
| | †† Medal Przylądka Dobrej Nadziei (1900)                                                                       |
| | †† Medal Morza Śródziemnego (1900)                                                                             |
| | †† Medal Chin (1900)                                                                                           |
| | †† Gwiazda Kimberleya (1900 – nieoficjalna)                                                                    |
| | †† Medal Afryki Południowej (1900)                                                                             |
| | †† Medal Aszanti (1901)                                                                                        |
| | †† Medal Afryki Południowej (1902)                                                                             |
| | †† Medal Służby Ogólnej w Afryce (1902)                                                                        |
| | †† Medal Transportów (1903)                                                                                    |
| | †† Medal Tybetu (1905)                                                                                         |
| | †† Medal Powstania Tubylców w Natalu (1906)                                                                    |
| | †† Medal Służby Ogólnej w Indiach (1909)                                                                       |
| | †† Medal Służby Ogólnej Morskiej (1915)                                                                        |
| | †† Medal Służby Ogólnej Morskiej (1915) z MiD                                                                  |
| | †† Medal Służby Ogólnej (1918)                                                                                 |
| | †† Medal Służby Ogólnej (1918) z MiD                                                                           |
| | †† Medal Służby Ogólnej w Indiach (1936)                                                                       |
| | * Gwiazda 1914 (1917)                                                                                          |
| | * Gwiazda 1914–15 (1918)                                                                                       |
| | * Medal Wojenny Brytyjski (1919)                                                                               |
| | * Medal Wojenny Marynarki Handlowej (1919)                                                                     |
| | * Medal Zwycięstwa (1919)                                                                                      |
| | * Medal Zwycięstwa z MiD                                                                                       |
| | * Medal Wojenny Wojsk Terytorialnych (1920)                                                                    |
| | ** Gwiazda 1939–1945 (1943)                                                                                    |
| | ** Gwiazda 1939–1945 z klamrą „Battle of Britain”                                                              |
| | ** Gwiazda 1939–1945 z klamrą „Bomber Command”                                                                 |
| | ** Gwiazda Atlantyku (1945)                                                                                    |
| | ** Gwiazda Atlantyku z klamrą                                                                                  |
| | ** Gwiazda Arktyki (2012)                                                                                      |
| | ** Gwiazda Lotniczych Załóg w Europie (1945)                                                                   |
| | ** Gwiazda Lotniczych Załóg w Europie z klamrą                                                                 |
| | ** Gwiazda Afryki (1943)                                                                                       |
| | ** Gwiazda Afryki z klamrą „1st ARMY”                                                                          |
| | ** Gwiazda Afryki z klamrą „8th ARMY”                                                                          |
| | ** Gwiazda Afryki z klamrą „NORTH AFRICA 1942-43"                                                              |
| | ** Gwiazda Afryki z klamrami „8th ARMY” i „1st ARMY”                                                           |
| | ** Gwiazda Pacyfiku (1945)                                                                                     |
| | ** Gwiazda Pacyfiku z klamrą „BURMA”                                                                           |
| | ** Gwiazda Birmy (1945)                                                                                        |
| | ** Gwiazda Birmy z klamrą „PACIFIC”                                                                            |
| | ** Gwiazda Italii (1945)                                                                                       |
| | ** Gwiazda Francji i Niemiec (1945)                                                                            |
| | ** Gwiazda Francji i Niemiec z klamrą „ATLANTIC”                                                               |
| | ** Medal Obrony (1945)                                                                                         |
| | ** Medal Służby Kanadyjskich Ochotników                                                                        |
| | ** Medal Wojenny Służby Ochotniczej w Nowej Fundlandii (1981)                                                  |
| | ** Medal Wojny 1939–1945 (1945)                                                                                |
| | ** Medal Wojny 1939–1945 z MiD                                                                                 |
| | ** Medal Służby w Afryce (1943)                                                                                |
| | ** Medal Służby w Afryce z pochwałą króla                                                                      |
| | ** Medal Służby w Indiach 1939–1945 (1946)                                                                     |
| | ** Medal Nowozelandzki Służby Wojennej 1939–1945 (1946)                                                        |
| | ** Medal Służby w Rodezji Południowej (1946)                                                                   |
| | ** Medal Australijski Służby 1939–1945 (1949)                                                                  |
| | † Medal Korei 1950–53 (1951)                                                                                   |
| | † Medal Korei 1950–53 z MiD                                                                                    |
| | † Medal Służby Ogólnej (1962)                                                                                  |
| | † Medal Służby Ogólnej (1962) z MiD                                                                            |
| | † Medal Służby Ogólnej (1962) z QCVS                                                                           |
| | † Medal Wietnamu (1968)                                                                                        |
| | † Medal Wietnamu z MiD                                                                                         |
| | † Medal Atlantyku Południowego (1982)                                                                          |
| | † Medal Atlantyku Południowego z rozetą                                                                        |
| | † Medal Wojny w Zatoce (1992)                                                                                  |
| | † Medal Wojny w Zatoce z rozetką                                                                               |
| | † Medal Wojny w Zatoce z MiD                                                                                   |
| różne | Medal Służby Operacyjnej (2000)                                                                                |
| | Medal Służby Operacyjnej w Afganistanie (2000)                                                                 |
| | Medal Służby Operacyjnej w Afganistanie z rozetką                                                              |
| | Medal Służby Operacyjnej w Demokratycznej Republice Konga (2000)                                               |
| | Medal Służby Operacyjnej w Sierra Leone (2000)                                                                 |
| | Medal Służby Operacyjnej w Sierra Leone z rozetką                                                              |
| | Medal Służby Operacyjnej w Nowej Zelandii (2002)                                                               |
| | Medal Iraku (2004)                                                                                             |
| | Medal Służby Rekonstrukcyjnej w Iraku (2004)                                                                   |
| | Medal Służby Ogólnej (2008)                                                                                    |
| | Medal Służby Cywilnej w Afganistanie (2011)                                                                    |
| | Medal Służby Operacyjnej w Iraku i Syrii (2017)                                                                |
| Medale polarne, służby imperialnej, policyjne za wartościową służbę, odznaki honorowe                                   | |
| | † Medale Polarne (Antarktyczny, Arktyczne – według daty nadania)                                               |
| | Medal Służby Imperium (ISM)                                                                                    |
| | † Medal za Chwalebną Służbę w Policji w Indiach                                                                |
| | † Medal za Chwalebną Służbę w Policji Afrykańskiej                                                             |
| | † Medal za Chwalebną Służbę w Policji Cejlonu                                                                  |
| | † Medal za Chwalebną Służbę w Policji Sierra Leone                                                             |
| | † Medal za Chwalebną Służbę w Straży Pożarnej Sierra Leone                                                     |
| | Medal za Chwalebną Służbę w Policji Terytoriów Zamorskich daw. Medal za Chwalebną Służbę w Policji Kolonialnej |
| | †† Medal Służby w Ugandzie (przy nadaniach za chwalebną służbę)                                                |
| | † Odznaka Honoru                                                                                               |
| Medale koronacyjne, jubileuszowe i durbaru (noszone wg daty nadania)                                                    | |
| | †† Medal Cesarzowej Indii (1877)                                                                               |
| | † Medal Złotego Jubileuszu Królowej Wiktorii (1887)                                                            |
| | † Medal Złotego Jubileuszu Królowej Wiktorii dla Policji (1887)                                                |
| | † Medal Diamentowego Jubileuszu Królowej Wiktorii (1897)                                                       |
| | †† Medal Diamentowego Jubileuszu Królowej Wiktorii dla Burmistrzów (1897)                                      |
| | † Medal Diamentowego Jubileuszu Królowej Wiktorii dla Policji (1897)                                           |
| | † Medal Odwiedzin Irlandii Królowej Wiktorii (1900)                                                            |
| | † Medal Koronacyjny Króla Edwarda VII (1902)                                                                   |
| | †† Medal Koronacyjny Króla Edwarda VII dla Burmistrzów (1902)                                                  |
| | † Medal Koronacyjny Króla Edwarda VII dla Policji (1902)                                                       |
| | † Medal Durbaru Króla Edwarda VII w Delhi (1903)                                                               |
| | † Medal Odwiedzin Szkocji Króla Edwarda VII dla Policji (1903)                                                 |
| | † Medal Odwiedzin Irlandii Króla Edwarda VII (1903)                                                            |
| | † Medal Koronacyjny Króla Jerzego V (1911)                                                                     |
| | † Medal Koronacyjny Króla Jerzego V dla Policji (1911)                                                         |
| | † Medal Odwiedzin Irlandii Króla Jerzego V (1911)                                                              |
| | † Medal Durbaru Króla Jerzego V w Delhi (1911)                                                                 |
| | Medal Srebrnego Jubileuszu Króla Jerzego V (1935)                                                              |
| Medal Koronacyjny Króla Jerzego VI                                                                                      | Medal Koronacyjny Króla Jerzego VI (1937)                                                                      |
| Medal Koronacyjny Królowej Elżbiety II                                                                                  | Medal Koronacyjny Królowej Elżbiety II (1953)                                                                  |
| Medal Srebrnego Jubileuszu Królowej Elżbiety II                                                                         | Medal Srebrnego Jubileuszu Królowej Elżbiety II (1977)                                                         |
| Medal Złotego Jubileuszu Królowej Elżbiety II                                                                           | Medal Złotego Jubileuszu Królowej Elżbiety II (2002)                                                           |
| Medal Diamentowego Jubileuszu Królowej Elżbiety II (wer. brytyjska)                                                     | Medal Diamentowego Jubileuszu Królowej Elżbiety II (2012)                                                      |
| Medal Diamentowego Jubileuszu Królowej Elżbiety II (wer. karaibska)                                                     | Medal Diamentowego Jubileuszu Królowej Elżbiety II (wer. karaibska)                                            |
| | Medal Platynowego Jubileuszu Królowej Elżbiety II (2022)                                                       |
| | Medal Koronacyjny Króla Karola III (2023)                                                                      |
| różne | Medal za Długoletnią i Wierną Służbę dla Dworu Królewskiego                                                    |
| Nagrody za sprawność i długoletnią służbę                                                                               | |
| | Medal za Chwalebną Służbę (MSM)                                                                                |
| Medal Służby Kampanii Skumulowanych (Wielka Brytania)                                                                   | Medal Służby Kampanii Skumulowanych – wz. od 1994                                                              |
| Medal Służby Kampanii Skumulowanych od 2011 (Wielka Brytania)                                                           | Medal Służby Kampanii Skumulowanych – wz. od 2011                                                              |
| | †† Medal Stałych Sił Zamorskich Imperium za Długoletnią Służbę i Dobre Zachowanie                              |
| | Medal Armii Lądowej za Długoletnią Służbę i Dobre Zachowanie                                                   |
| | Medal Marynarki Wojennej za Długoletnią Służbę i Dobre Zachowanie                                              |
| | † Medal Marynarki Wojennej za Chwalebną Służbę (za 1918-1928)                                                  |
| | † Medal Indyjski za Długoletnią Służbę i Dobre Zachowanie (dla Brytyjczyków w armii indyjskiej)                |
| | † Medal Indyjski za Chwalebną Służbę (dla Brytyjczyków w armii indyjskiej)                                     |
| | † Medal Królewskiej Piechoty Morskiej za Chwalebną Służbę (za 1849-1947)                                       |
| | † Medal Królewskich Sił Powietrznych za Chwalebną Służbę (za 1918-1928)                                        |
| | Medal Królewskich Sił Powietrznych za Długoletnią Służbę i Dobre Zachowanie                                    |
| | † Medal Regimentu Obrony Ulsteru za Długoletnią Służbę i Dobre Zachowanie                                      |
| | † Medal Indyjski za Długoletnią Służbę i Dobre Zachowanie (dla armii indyjskiej)                               |
| | † Medal Królewskich Sił Granicznych Afryki Zachodniej za Długoletnią Służbę i Dobre Zachowanie                 |
| | † Medal Królewskich Sił Zbrojnych Sierra Leone za Długoletnią Służbę i Dobre Zachowanie                        |
| | † Medal Królewskich Strzelców Afrykańskich za Długoletnią Służbę i Dobre Zachowanie                            |
| | † Medal Indyjski za Chwalebną Służbę (dla armii indyjskiej)                                                    |
| | † Medal Policji za Długoletnią Służbę i Dobre Zachowanie                                                       |
| | † Medal Brygady Straży Pożarnej za Długoletnią Służbę i Dobre Zachowanie                                       |
| | † Medal za Chwalebną Służbę Policji Afrykańskiej                                                               |
| | † Medal Kanadyjskiej Królewskiej Policji Konnej za Długoletnią Służbę                                          |
| | † Medal Policji Cejlonu za Długoletnią Służbę                                                                  |
| | † Medal Straży Pożarnej Cejlonu za Długoletnią Służbę                                                          |
| | † Medal Policji Sierra Leone za Długoletnią Służbę                                                             |
| | † Medal Policji Kolonialnej za Długoletnią Służbę                                                              |
| | † Medal Brygady Straży Pożarnej Sierra Leone za Długoletnią Służbę                                             |
| | † Medal Policja Mauritiusu za Długoletnią Służbę i Dobre Zachowanie                                            |
| | † Medal Straży Pożarnej Mauritiusu za Długoletnią Służbę i Dobre Zachowanie                                    |
| | † Medal Służby Więzienna Mauritiusu za Długoletnią Służbę i Dobre Zachowanie                                   |
| | † Medal Kolonialnej Straży Pożarnej za Długoletnią Służbę                                                      |
| | † Medal Służby Więziennej Terytoriów Zamorskich daw. Medal Kolonialnej Służby Więziennej                       |
| | † Medal Służby Dyscyplinarnej w Hongkongu                                                                      |
| | † Odznaka Rezerwy Kryzysowej (ERD)                                                                             |
| | † Odznaka Oficerska Ochotników (VD)                                                                            |
| | † Medal za Długoletnią Służbę Ochotniczą                                                                       |
| | † Medal za Długoletnią Służbę Ochotniczą dla HAC                                                               |
| | † Odznaka Oficerska Ochotników (dla Indii i kolonii)                                                           |
| | † Medal za Długoletnią Służbę Ochotniczą (dla Indii i kolonii)                                                 |
| | † Odznaka Oficerska Kolonialnych Wojsk Posiłkowych                                                             |
| | † Medal Kolonialnych Wojsk Posiłkowych za Długoletnią Służbę                                                   |
| | † Medal za Dobre Strzelectwo                                                                                   |
| | † Medal Milicji za Długoletnią Służbę                                                                          |
| | † Medal Kawalerii Ochotniczej Imperium za Długoletnią Służbę                                                   |
| | † Odznaka Terytorialna (TD)                                                                                    |
| | † Medal Cejlońskich Sił Zbrojnych za Długoletnią Służbę                                                        |
| | † Odznaka za Wydajność (ED)                                                                                    |
| | † Odznaka za Wydajność dla HAC                                                                                 |
| | † Odznaka za Wydajność dla TAVR                                                                                |
| | Medal Terytorialny za Wydajność (TEM)                                                                          |
| | Medal Terytorialny za Wydajność dla TAVR                                                                       |
| | Medal za Wydajność                                                                                             |
| | Medal za Wydajność dla HAC                                                                                     |
| | Medal za Wydajność dla TAVR                                                                                    |
| | †† Medal Rezerwy Specjalnej za Długoletnią Służbę i Dobre Zachowanie                                           |
| | † Odznaka Oficerska Rezerwy Królewskiej Marynarki Wojennej (RD)                                                |
| | † Odznaka Oficerska Ochotniczej Rezerwy Królewskiej Marynarki Wojennej – od 1919 (VRD)                         |
| | † Odznaka Oficerska Ochotniczej Rezerwy Królewskiej Marynarki Wojennej – do 1918 (VRD)                         |
| | Medal Rezerwy Królewskiej Marynarki Wojennej za Długoletnią Służbę (1908-1941)                                 |
| | Medal Rezerwy Królewskiej Marynarki Wojennej za Długoletnią Służbę (1941-1957)                                 |
| | Medal Rezerwy Królewskiej Marynarki Wojennej za Długoletnią Służbę (1957-1999)                                 |
| | Medal Rezerwy Ochotniczej Królewskiej Marynarki Wojennej za Długoletnią Służbę (1908-1918)                     |
| | Medal Rezerwy Ochotniczej Królewskiej Marynarki Wojennej za Długoletnią Służbę (1919-1966)                     |
| | Medal Rezerwy Pomocniczej Służby Chorym Królewskiej Marynarki Wojennej za Długoletnią Służbę (1919-1943)       |
| | Medal Rezerwy Pomocniczej Służby Chorym Królewskiej Marynarki Wojennej za Długoletnią Służbę (1943-1949)       |
| | Medal Rezerwy Królewskiej Floty za Długoletnią Służbę i Dobre Zachowanie                                       |
| | Medal Królewskiej Marynarki Wojennej za Długoletnią Służbę Pomocniczą                                          |
| | medal Nagroda za Wydajność Powietrzną (AE)                                                                     |
| | Medal Służby Ochotniczej Rezerwy (VRSM)                                                                        |
| | Medal Służby Ochotniczej Rezerwy dla HAC                                                                       |
| | † Medal Regimentu Obrony Ulsteru (UD)                                                                          |
| | Medal Służby Krajowej Irlandii Północnej                                                                       |
| | Medal Wojskowych Mistrzów Strzeleckich                                                                         |
| | Medal Marynarskich Mistrzów Strzeleckich                                                                       |
| | Medal Lotniczych Mistrzów Strzeleckich                                                                         |
| | Medal Wojsk Kadeckich                                                                                          |
| | Medal Służby Pomocniczej Straży Wybrzeża za Długoletnią Służbę                                                 |
| | Medal Policji Specjalnej za Długoletnią Służbę                                                                 |
| Odznaka Kanadyjskich Sił Zbrojnych z pięcioma klamrami                                                                  | Odznaka Kanadyjskich Sił Zbrojnych (sześciokrotnie)                                                            |
| Odznaka Kanadyjskich Sił Zbrojnych z czterema klamrami                                                                  | Odznaka Kanadyjskich Sił Zbrojnych (pięciokrotnie)                                                             |
| Odznaka Kanadyjskich Sił Zbrojnych z trzema klamrami                                                                    | Odznaka Kanadyjskich Sił Zbrojnych (czterokrotnie)                                                             |
| Odznaka Kanadyjskich Sił Zbrojnych z dwoma klamrami                                                                     | Odznaka Kanadyjskich Sił Zbrojnych (trzykrotnie)                                                               |
| Odznaka Kanadyjskich Sił Zbrojnych z klamrą                                                                             | Odznaka Kanadyjskich Sił Zbrojnych (dwukrotnie)                                                                |
| Odznaka Kanadyjskich Sił Zbrojnych                                                                                      | Odznaka Kanadyjskich Sił Zbrojnych (CD)                                                                        |
| | Medal Królewskiego Korpusu Obserwacyjnego                                                                      |
| | Medal Obrony Cywilnej za Długoletnią Służbę                                                                    |
| | Medal Służby Ratowniczej (Obowiązki Nadzwyczajne) za Długoletnią Służbę i Dobre Zachowanie                     |
| | Medal Służby Pomocniczej Królewskiej Floty                                                                     |
| | Medal za Chwalebną Służbę Marynarki Handlowej                                                                  |
| | Medal Eboli za Służbę w Afryce Zachodniej                                                                      |
| | Medal Narodowej Agencji Kryminalnej za Długoletnią Służbę i Dobre Zachowanie                                   |
| | Medal Rodezji (1980)                                                                                           |
| | † Medal Służby Królewskiej Policji Ulsteru (do 2001)                                                           |
| | Medal Służby Królewskiej Policji Ulsteru (od 2001)                                                             |
| | Medal Służby Więziennej Irlandii Północnej (2002)                                                              |
| | Medal Służby Więziennej Irlandii Północnej (dla oficerów)                                                      |
| | Medal Pamiątkowy Unii Południowej Afryki (1910)                                                                |
| | Medal Niepodległości Indii (1947)                                                                              |
| | Medal Pakistanu (1949)                                                                                         |
| | Medal Inauguracji dla Sił Zbrojnych Cejlonu (1955)                                                             |
| | Medal Niepodległości dla Policji Cejlonu (1948)                                                                |
| | Medal Niepodległości Sierra Leone (1961)                                                                       |
| | Medal Niepodległości Jamajki (1962)                                                                            |
| | Medal Niepodległości Ugandy (1962)                                                                             |
| | Medal Niepodległości Malawi (1964)                                                                             |
| | Medal Niepodległości Fidżi (1970)                                                                              |
| | Medal Niepodległości Papui i Nowej Gwinei (1975)                                                               |
| | Medal Niepodległości Wysp Salomona (1978)                                                                      |
| | Medal Służby Orderu św. Jana                                                                                   |
| | Odznaka Orderu Ligi Miłosierdzia                                                                               |
| | Medal Służby Ochotników Medycznych                                                                             |
| | Medal Królewskiej Służby Ochotniczej dla Kobiet                                                                |
| Medal Służby Wojennej w Afryce Południowej (Wielka Brytania)                                                            | Medal Służby Wojennej w Afryce Południowej (1946)                                                              |
| Inne odznaczenia, medale i odznaki (poza oficjalną kolejnością)                                                         | |
| Królewski Medal za Odwagę w Sprawie Wolności (Wielka Brytania)                                                          | Medal za Odwagę w Sprawie Wolności – dla obcokrajowców                                                         |
| Królewski Medal za Służbę w Sprawie Wolności (Wielka Brytania)                                                          | Medal za Służbę w Sprawie Wolności – dla obcokrajowców                                                         |
| | Medal Niepodległości Nigerii (1960)                                                                            |
| | Medal Niepodległości Gujany (1966)                                                                             |
| | Medal Niepodległości Suazi (1968)                                                                              |
| | Medal Niepodległości Wysp Gilberta [Kiribati] (1979)                                                           |
| | Medal Niepodległości Wysp Lagunowych [Tuwalu] (1978)                                                           |
| | Medal Niepodległości Zimbabwe (1980)                                                                           |
| | Medal Niepodległości Vanuatu (1980)                                                                            |
| | Medal Niepodległości Saint Christopher i Nevis (1983)                                                          |
| Odznaczenia dynastyczne i ordery rodziny królewskiej (poza oficjalną kolejnością)                                       | |
| Królewski Łańcuch Wiktoriański (Wielka Brytania)                                                                        | • Łańcuch Królewski Wiktoriański                                                                               |
| | • Order Rodziny Królewskiej Jerzego IV                                                                         |
| | • Order Rodziny Królewskiej Wiktorii i Alberta                                                                 |
| | • Order Rodziny Królewskiej Edwarda VII                                                                        |
| | • Order Rodziny Królewskiej Jerzego V                                                                          |
| | • Order Rodziny Królewskiej Jerzego VI                                                                         |
| | • Order Rodziny Królewskiej Elżbiety II                                                                        |
| | • Order Rodziny Królewskiej Karola III                                                                         |
| Order Gwelfów (Hanower)                                                                                                 | †† Order Królewski Gwelfów – w l. 1815-1837 (GCH, KCH, KH)                                                     |
| Okucia aktualne (mocowane do wstążek medali kampanii, służby operacyjnej i ogólnej)                                     | |
| | Wymienienie w Sprawozdaniu – wz. od 1994 [MiD]                                                                 |
| | Pochwała Królowej za Odwagę – wz. od 1994 [QCB]                                                                |
| | Pochwała Królowej za Odwagę w Powietrzu – wz. od 1994 [QCBA]                                                   |
| | Pochwała Królowej za Wartościową Służbę – wz. od 1994 [QCVS]                                                   |
| Okucia dawne (mocowane do wstążek gwiazd i medali kampanii oraz służby ogólnej)                                         | |
| | Wymienienie w Sprawozdaniu – wz. 1920-1994 [MiD]                                                               |
| | cywilna i wojskowa Pochwała Króla za Odważne Zachowanie – wz. 1939-1952 [KCBC]                                 |
| | cywilna i wojskowa Pochwała Królowej za Odważne Zachowanie – wz. 1952-1994 [QCBC]                              |
| | Pochwała Króla za Wartościową Służbę w Powietrzu – wz. 1942-1952 [KCVS]                                        |
| | Pochwała Królowej za Wartościową Służbę w Powietrzu – wz. 1952-1994 [QCVSA]                                    |

## Objaśnienia
(ABCD) – oficjalne brytyjskie skróty literowe pisane po imieniu i nazwisku odznaczonego, jest ich około 80
† – odznaczenia znajdujące się w aktualnej kolejności, ale już nie nadawane i/lub posiadające żyjących odznaczonych
†† – odznaczenia dawne poza aktualną kolejnością – zniesione lub wygasłe, nie posiadające żyjących odznaczonych
* – gwiazdy i medale kampanii za I wojnę światową, noszone w tej kolejności
** – gwiazdy i medale kampanii za II wojnę światową, noszone w tej kolejności
• – order lub odznaczenie nie posiadające żadnych miniatur (symboliczne baretki)